# Coll de les Espases
El Coll de les Espases o coll de la Papelusa és un coll de muntanya a 391 m situat al terme municipal d'Olesa de Montserrat entre les Agulles del Petintó i el Puig Cendrós.
Des d’aquest punt es pot gaudir d’una gran panoràmica de l'entorn de Montserrat. Per això al coll hi ha un mirador amb una taula panoràmica, un espai de lleure amb taules i bancs de pícnic i una zona d’aparcament. Al coll es troba un passebre de ferro i un monòlit en homenatge d’un muntanyenc local.
Des del coll surten diferents camins. El camí est es dirigeix al Pla del Fideuer, a Sant Salvador de les Espases i a Vacarisses; el camí sud torna a Olesa de Montserrat.